# Glen H. GoodKnight
Glen Howard Goodknight II (n. Los Ángeles, California; 1 de octubre de 1941 - m. Monterey Park, California; 3 de noviembre de 2010) fue un maestro de escuela elemental estadounidense que fundó en 1967 la Mythopoeic Society, una asociación cultural sin ánimo de lucro, que actúa en los Estados Unidos y Canadá, dedicada al estudio de «la mitopoeia»: la fantasía y la literatura fantástica. El grupo se centra fundamentalmente, pero no en exclusiva, en las obras de J. R. R. Tolkien, Charles Williams y C. S. Lewis, miembros más prominentes del cenáculo literario conocido como los Inklings. GoodKnight sirvió como editor de la revista Mythlore, publicada por la asociación, durante 78 números, entre 1969 y 1998, en los que sentó las bases que permitieron transformar lo que empezó siendo un simple fanzine en una revista indexada completamente revisada por pares poco después de que GoodKnight dejara su puesto en ella. También impulsó Mythprint, el boletín interno de la asociación.

## Biografía

### Infancia y juventud
Glen nació en Los Ángeles, el mayor de los tres hijos de Glen, que vivía de trabajos informales y esporádicos, y Mary Goodknight, nacida Bray. Aunque parezca inventado para un aficionado a la fantasía heroica, su apellido GoodKnight (‘buen caballero’) es el real, excepto por la K mayúscula central, y según su familia es una anglificación del alemán «Gutknecht».
Asistió al instituto de Verdugo Hills, del que se graduó en 1959. Allí tomó contacto con la obra de Tolkien, lo que le supuso «un punto de cambio», y buscando otros libros similares también topó con Las crónicas de Narnia de Lewis, que le impactaron «como un rayo». A finales de los años 1960 se licenció en la Universidad Estatal de California en Los Ángeles. En 1967 ganó un premio estudiantil en esa universidad por su incipiente colección de objetos y publicaciones relacionadas con J. R. R. Tolkien, C. S. Lewis y Charles Williams.

### GoodKnight y la Mythopoeic Society
Ese premio universitario, y el público y notorio interés percibido en la obra fantástica de esos autores le movió a fundar, en octubre de ese mismo año 1967, la Mythopoeic Society. Entre las actividades que GoodKnight empezó a organizar para la asociación se encontraban sesiones mensuales de lectura y crítica literaria, picnics con disfraces semestrales (a él le gustaba disfrazarse de Elrond) y en 1969 la Narnia Conference que al año siguiente se transformaría en la primera Mythopoeic Conference, que tiene lugar anualmente desde entonces. En ella se entregan los Mythopoeic Awards.
El año 1969 también fue el del primer número de Mythlore: a Journal of J. R. R. Tolkien, C. S. Lewis, Charles Williams, and the Genres of Myth and Fantasy Studies, revista publicada por la asociación, y que GoodKnight editó durante 78 números, en los que sentó las bases que permitieron transformar lo que empezó siendo un simple fanzine en una revista indexada completamente revisada por pares poco después de que GoodKnight dejara su puesto en ella. También impulsó Mythprint, el boletín interno de la asociación.
En varios viajes por Europa, el interés de GoodKnight le llevó a mantener contacto y entrevistarse con diversas personas relacionadas con el trabajo y la vida de los Inklings, como los hijos de Tolkien Christopher, John y Priscilla; así como con Pauline Baynes, Roger Lancelyn Green, Humphrey Carpenter, Owen Barfield y otros.
GoodKnight se mantuvo como un activo miembro de la asociación hasta 1998, tras organizar y redactar las actas de la Tolkien Centenary Conference, celebrada del 17 al 24 de agosto de 1992 en el Keble College de Oxford para conmemorar el centésimo aniversario del nacimiento de J. R. R. Tolkien; y organizada en conjunto por la Mythopoeic Society y la Tolkien Society, incorporando las citas anuales de ambas organizaciones (Mythcon XXIII y Oxonmoot 1992).

### Vida profesional y personal
GoodKnight se ganó la vida durante cuarenta años como maestro en la Union Avenue Elementary School de Los Ángeles, una escuela pública. Se distinguía por leer Las crónicas de Narnia y El hobbit a sus alumnos de cuarto y quinto; y logró en su trabajo excelentes calificaciones estadísticas por el «valor añadido» que su trabajo aportaba en Matemáticas y Lengua inglesa a sus alumnos, siendo distinguido como uno de los maestros más eficiente de Los Ángeles para esas dos materias en quinto grado.
Glen se casó en dos ocasiones, una primera juvenil y fugaz que rápidamente acabó en divorcio, y en 1971 con Bonnie, durante la segunda Mythcon. De ese matrimonio nació una hija a la que llamaron Arwen. Se divorciaron en 1979. En 1987 empezó una relación con Ken Lauw, que duraría el resto de su vida.